# Cena Cypriani

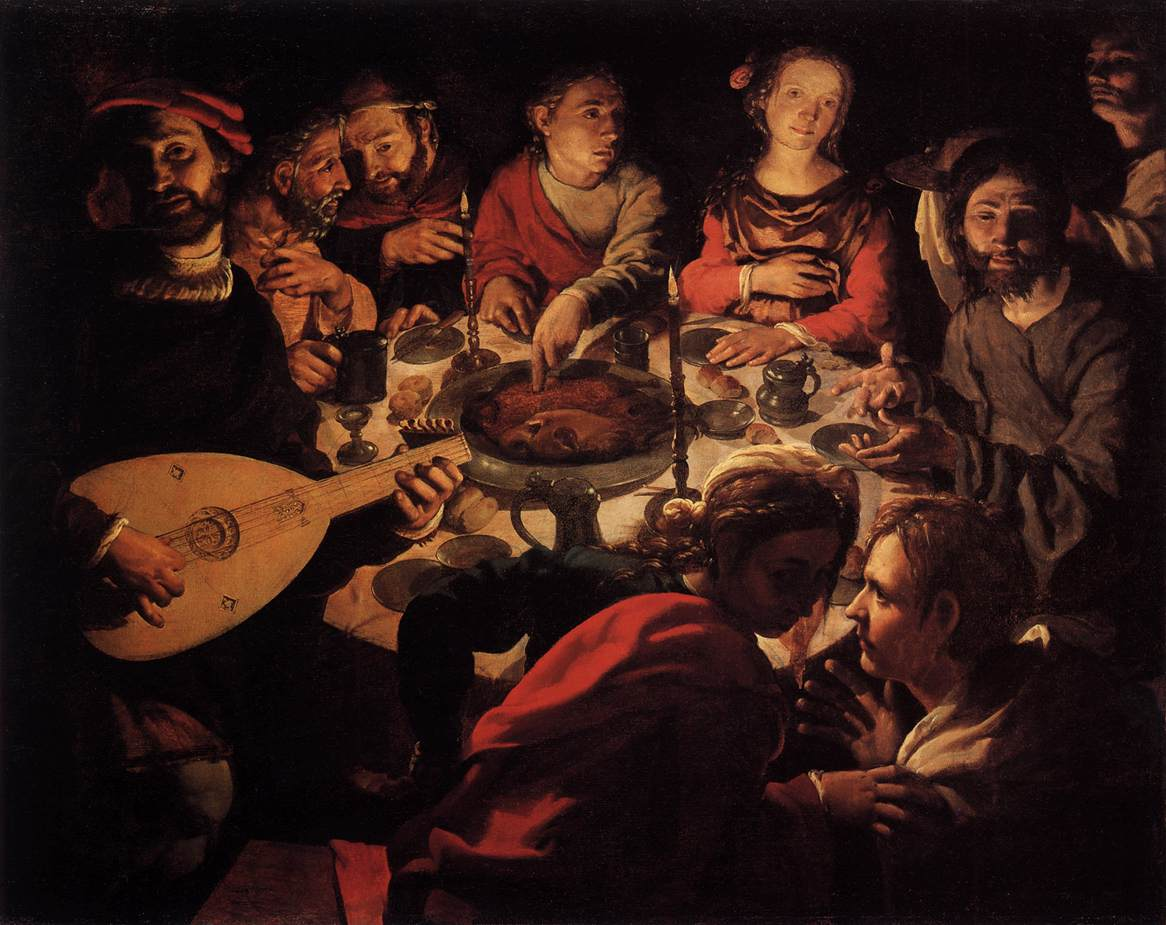
Representació del sopar per part de Jan Cornelisz.

La Cena o Coena Cypriani (és a dir "Festa de Ciprià") és una obra en prosa anònima escrita en llatí. La tradició atribueix l'autoria original al sant Ciprià, bisbe de Cartago, del segle iii, però probablement el text va ser escrit cap a l'any 400. No hi ha un consens total sobre aquesta data: segons Arthur Lapôtre, va ser escrit sota el domini de l'emperador Julià l'Apòstata (361-363).
El text narra la història d'un banquet celebrat a Canà, on un gran rei (és a dir Déu) convida moltes figures bíbliques a assistir a un casament. Les interpretacions de la intenció de l'obra sovint han divergit radicalment: s'ha vist tant com una obra didàctica, encara que poc habitual, com un exemple de paròdia bíblica. En paraules de Bayless, s'hauria de llegir com una "al·legoria que parodia l'al·legoresi i l'exegesi bíblica".
Si bé per raons lingüístiques ningú argumenta ja que sant Ciprià n'és l'autor, s'ha intentat atribuir l'obra a altres autors. Un dels primers a estudiar la peça acuradament va ser Adolf von Harnack, qui va argumentar que havia estat escrita pel poeta Cyprianus Gallus a partir del fet que utilitzava l' Acta Pauli. Aquest punt de vista és recolzat per H. Brewer, però s'hi oposa Willy Hass, que argumenta que Cyprianus i l'autor de Cena van fer ús de diferents versions de la Bíblia. Malgrat això, Hass coincideix que d'acord amb les proves textuals el Cena venia del nord d'Itàlia. Una atribució diferent ha estat feta per Lapôtre, que va afirmar que l'obra era una sàtira dirigida cap a Julià l'Apòstata pel poeta Bachiarius.
L'obra va ser molt popular a l'edat mitjana fins al punt que es va llegir durant la coronació de l'emperador carolingi Carles el Calb l' any 875 Molts relats de la història van ser escrits a l'edat mitjana, els primers i els més coneguts dels quals són al segle IX per Johannes Hymonides i Rabanus Maurus.
De l'obra es conserven 54 manuscrits, el més antic del segle ix. L'obra es va imprimir per primera vegada l' any 1564 en una col·lecció d'obres de Ciprià de Cartago. La Cena ha tornat a la fama recentment pel seu paper a la novel·la El nom de la rosa d'Umberto Eco.